# Большая Бережа
Большая Бережа — деревня в Бежецком районе Тверской области. Входит в состав Моркиногорского сельского поселения.

## География
Находится в восточной части Тверской области на расстоянии приблизительно 23 км по прямой на юго-запад от районного центра города Бежецк.

## История
Деревня была отмечена еще на карте Менде (состояние местности на 1848 год). В 1859 году здесь (деревня Бежецкого уезда Тверской губернии) было учтено 11 дворов, в 1978 — 18.

## Население
Численность населения: 133 человека (1859 год), 15 (русские 100 %) в 2002 году, 8 в 2010.